# Gott und der Staat

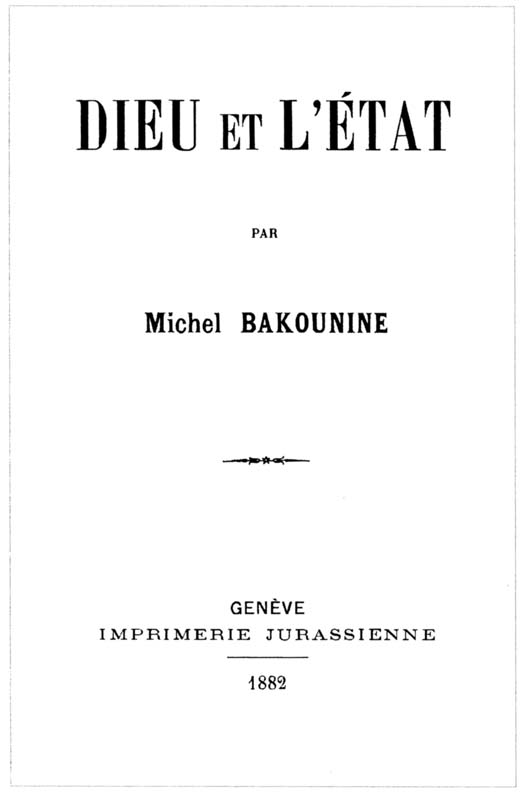
Gott und der Staat, erster Druck im Jahre 1882

Gott und der Staat (frz. Originaltitel: Dieu et l'état) von Michail Bakunin 1871 geschrieben, ist eines der bekanntesten Bücher Bakunins und der anarchistischen Bewegung im Allgemeinen. Bakunin beschreibt darin die Folgen der Religion auf die Gesellschaft und versucht, die Nicht-Existenz Gottes zu beweisen.

## Entstehung und Publikation
Bakunin schrieb das Buch Gott und der Staat im Februar und März des Jahres 1871. Er plante das Werk als zweiten Teil seines L'empire knouto-germanique et la revolution sociale (deutsch: Das Knuto-germanische Kaiserreich und die soziale Revolution), doch Gott und der Staat wurde zu Lebzeiten Bakunins nicht veröffentlicht. Als Elisée Reclus und Carlo Cafiero das Manuskript im Nachlass Bakunins fanden, beschlossen sie, es herauszugeben. Sie gaben dem Buch den Namen Dieu et l'état, weil ihre Suche nach dem von Bakunin vorgesehenen Namen erfolglos verlief (Später fand man in den Tagebüchern Bakunins den eigentlichen Namen: Sophismes historiques de l'école doctrinaire des communistes allemands, dt.: Die historischen Sophismen der doktrinären Schule des Kommunismus). Das Buch erschien 1882 auf Französisch und wurde als Pamphlet in Genf verteilt. Bald darauf wurde Gott und der Staat in viele Sprachen übersetzt, ganz im Gegensatz zu Staatlichkeit und Anarchie (1873), welches erst 50 Jahre später aus dem Russischen übersetzt wurde.

## Zitate
„Der Himmel der Religion ist also nichts als eine Lichtspiegelung, in der der Mensch, von Unwissenheit und Glauben überspannt, sein eigenes Bild wiedersieht, aber vergrößert und verkehrt, d.h. vergöttlicht. […] Die Welt war nichts mehr, die Gottheit alles, und der Mensch, ihr wahrer Schöpfer, der sie ohne sein Wissen aus dem Nichts herausgezogen, beugte sein Knie vor ihr, betete sie an und erklärte sich als ihr Geschöpf und ihr Sklave.“

„Die Freiheit des Menschen besteht einzig darin, dass er den Naturgesetzen gehorcht, weil er sie selbst als solche erkannt hat und nicht, weil sie ihm von außen her von irgend einem fremden Willen, sei er göttlich oder menschlich, kollektiv oder individuell, auferlegt sind.“

„Wenn Gott existiert, ist der Mensch ein Sklave; der Mensch kann und soll aber frei sein: Folglich existiert Gott nicht. Ich fordere jeden auf, diesem Kreis zu entgehen, und nun mag man wählen. […] Wenn also Gott existierte, gäbe es für ihn nur ein einziges Mittel, der menschlichen Freiheit zu dienen: aufhören zu existieren.“

„Wenn ich mich vor der Autorität von Spezialisten beuge und bereit bin, ihren Angaben und selbst ihrer Leitung in gewissem Grade und, solange es mir notwendig erscheint, zu folgen, tue ich das, weil diese Autorität mir von niemand aufgezwungen ist, nicht von den Menschen und nicht von Gott. Sonst würde ich sie mit Abscheu zurückweisen und ihre Ratschläge, ihre Leitung und ihre Wissenschaft zum Teufel jagen, in der Gewissheit, dass sie mich die Brocken menschlicher Wahrheit, die sie mir geben könnten, in viele Lügen eingehüllt, durch den Verlust meiner Freiheit und Würde bezahlen ließen.“

„Vorrechte, jede bevorrechtete Stellung haben die Eigentümlichkeit, Geist und Herz der Menschen zu töten.“

„Mit einem Wort, wir weisen alle privilegierte, patentierte, offizielle und legale Gesetzgebung, Autorität und Beeinflussung zurück, selbst wenn sie aus dem allgemeinen Stimmrecht hervorgegangen sind, in der Überzeugung, dass sie immer nur zum Nutzen einer herrschenden und ausbeutenden Minderheit gegen die Interessen der ungeheuren geknechteten Mehrheit sich wenden können. In diesem Sinne sind wir wirklich Anarchisten.“

„Bis jetzt war die ganze Geschichte der Menschheit nur ein beständiges und blutiges Opfern von Millionen armer menschlicher Wesen für irgendeine unerbittliche Abstraktion: Götter, Vaterland, Staatsmacht, nationale Ehre, geschichtliche Rechte, juristische Rechte, politische Freiheit, öffentliches Wohl. […] Dass die Theologen, Politiker und Juristen dies sehr schön finden, ist klar. Als Priester dieser Abstraktionen leben sie nur von dieser beständigen Opferung der Volksmassen. […] Dass aber selbst die positive Wissenschaft bis jetzt das gleiche Bestreben zeigte, müssen wir feststellen und beklagen. Sie konnte es nur aus zwei Ursachen tun: einmal, weil sie, außerhalb des Volkslebens stehend, von einer bevorrechteten Körperschaft vertreten wird, und dann, weil sie sich selbst bis jetzt als absolutes und letztes Ziel aller menschlichen Entwicklung aufgestellt hat, während sie aufgrund bedachter Kritik, die sie anzuwenden fähig ist und die sie sich letzten Endes gegen sich selbst anzuwenden gezwungen sehen wird, hätte verstehen müssen, dass sie nur ein notwendiges Mittel zur Verwirklichung eines viel höheren Zweckes ist: das der vollständigen Humanisierung der wirklichen Lage aller wirklichen Individuen, die auf der Erde geboren werden, leben und sterben.“